# Мишель Мишле
Мишель Мишле (до эмиграции — Михаил Исаакович Левин, фр. Michel Lévine; 14 июня 1894, Киев — 28 декабря 1995, Лос-Анджелес) — американский композитор, работавший в Европе и США. Известен главным образом как кинокомпозитор.

## Биография

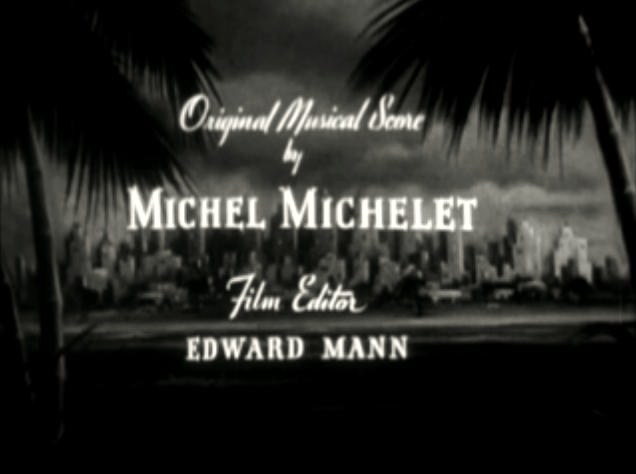
Вводные титры к американскому фильму «Погоня» (1946) с именем композитора

Родился в Киеве 14 июня 1894 года. Свой профессиональный путь он начал в консерваториях Санкт-Петербурга и Киева, где с 1919 по 1921 годы преподавал сам. Около 1913 года Левин обучался в Германии, в Лейпциге, затем в Вене, Австрия. Первоначально он специализировался, как музыкант-виолончелист, но потом начал сочинять музыку к балетным и театральным постановкам.
С расцветом кинопроизводства в Европе (1929) Мишле переехал в Париж, где вскоре примкнул к киноиндустрии. С 1937 года он начал подписывать свои работы псевдонимом Мишель Мишле, но также использовал подлинное имя во французской транскрипции. Он сочинял композиции для многих фильмов своих соотечественников, также работавших в Европе, режиссёров Виктора Туржанского и Евгения Лурье. Будучи евреем по происхождению, Левин покинул оккупированную немцами Францию и поселился в Лос-Анджелесе. Там он писал музыку к художественным, документальным, а также образовательным фильмам для Информационного агентства США. Дважды Мишле (также назывался на английский манер Майкл Мишле) был номинирован на «Оскар» за композиции к фильмам «Голос на ветру» («A Voice in the Wind») и «Обезьяна» («The Hairy Ape»). С началом 1950-х Мишле пишет музыку к европейским фильмам Италии, Франции и Германии. В общей сложности он сочинил мелодии к более 100 фильмам.
Затем он вновь возвращается в США, где лишь изредка сочиняет музыку для большого экрана, сосредоточившись на композициях классических произведений: оратории, панихиды и сонаты для виолончели и фортепиано. В этот период он сотрудничает с Мстиславом Ростроповичем. Последняя крупная работа Мишле была опубликована в 1989 году. Мишель Мишле скончался в Калифорнии в конце 1995 года в возрасте 101 года.

## Фильмография
| - 1930: Конец мира (La fin du monde) - 1930: La femme d’une nuit - 1932: Monsieur Tugendsam (Le rosier de Madame Husson) - 1932: Ce cochon de Morin - 1933: L’abbé Constantin - 1933: La voix sans visage - 1934: Le scandale - 1934: Ademaï aviateur - 1935: Sous la terreur - 1935: Чёрные глаза (Les yeux noirs) - 1935: Товарищ (Tovaritch) - 1936: Mister Flow - 1936: Тревога в женском пансионе (Le mioche) - 1936: Битва за Мадлен (La porte du large) - 1936: Бурлаки на Волге (Les bateliers de la Volga) - 1937: Заклеймённый (Forfaiture) - 1937: Ностальгия (Nostalgie) - 1937: Ложь Нины Петровны (Le mensonge de Nina Petrovna) - 1937: С полуночи (Ab Mitternacht) - 1938: Серж Панин - 1938: Серьёзное решение (Alerte en méditerranée) - 1938: Эмигрантка (L’émigrante) - 1939: Отзыв (Rappel immédiat) - 1939: Ловушки (Pièges) - 1940: 24 heures de perm’ - 1942: Miss Annie Rooney - 1943: Голос на ветру (A Voice in the Wind) | - 1944: Обезьяна (The Hairy Ape) - 1944: Музыка для миллионов (Music for Millions) - 1945: Дневник горничной (Diary of a Chambermaid) - 1946: Погоня (The Chase) - 1946: Соблазнённые (Lured) - 1947: Сирена Атлантиды (Siren of Atlantis) - 1948: Человек на Эйфелевой башне (The Man on the Eiffel Tower) - 1948: Удар (Impact) - 1948: Застава в Марокко (Outpost in Morocco) - 1949: Сирена Атлантиды (Siren of Atlantis) - 1950: Однажды вор (Once a Thief) - 1950: Тарзан и богиня джунглей (Tarzan’s Peril ) - 1951: М (M) - 1953: Форт Алжира (Fort Algiers) - 1955: тайна сестры Ангелики (Le secret de sœur Angèle) - 1955: Миссионер (Un missionaire) - 1956: Сын шейха (Los amantes del desierto) - 1957: Афродита (Aphrodite) - 1957: La venere di Cheronea - 1958: Поликушка (Polikuschka) - 1958: Петербургские ночи (Petersburger Nächte) - 1958: Бенгальский тигр (Der Tiger von Eschnapur) - 1959: Индийская гробница (Das indische Grabmal) - 1961: До конца дней (Bis zum Ende aller Tage) - 1962: Царица для Цезаря (Una regina per Cesare) - 1963: Капитан Синдбад (Captain Sindbad) - 1964: Торговля (Un commerce tranquille) |